# Route 432 (Terre-Neuve-et-Labrador)
Pour les articles homonymes, voir Route 432.
La route 432 est une route tertiaire[Quoi ?] de la province de Terre-Neuve-et-Labrador d'orientation est-ouest sur ses 55 premiers kilomètres, puis nord-sud sur ses 59 derniers kilomètres. Elle est une route faiblement à moyennement empruntée[évasif], desservant la région isolée de la péninsule Northern, ayant comme 2 extrémités la route 430. Elle ne traverse qu'une ville[Laquelle ?] sur ses 114 kilomètres de longueur, est une route alternative de la route 430, et est une route asphaltée sur l'entièreté de son tracé.

## Communautés traversées
- Main Brook